# Кастель-Сан-Нікколо
Кастель-Сан-Нікколо (італ. Castel San Niccolò) — муніципалітет в Італії, у регіоні Тоскана,  провінція Ареццо.
Кастель-Сан-Нікколо розташований на відстані близько 220 км на північ від Рима, 38 км на схід від Флоренції, 33 км на північний захід від Ареццо.
Населення — 2742 особи (2014).
Щорічний фестиваль відбувається 11 листопада. Покровитель — святий Мартин.

## Демографія
Населення за роками:

Станом на 1 січня 2023 року в муніципалітеті офіційно проживали 193 іноземці з 26 країн, серед них 114 громадян країн Євросоюзу.

## Сусідні муніципалітети
- Кастельфранко-П'яндіско
- Лоро-Чьюффенна
- Монтеміньяіо
- Ортіньяно-Раджоло
- Поппі
- Пратовеккьо-Стія
- Реджелло